# 波利尼西亞角
波利尼西亞角（英語：Polynesia Point）是南極洲的海岬，位於南奧克尼群島的勞里島東岸，處於帕爾港入口處北部，在1933年由英國研究隊測量，現時由南極條約體系管理。